# Jack Nicholson
John Joseph Nicholson (født 22. april 1937 i Neptune City, New Jersey) er en pensioneret amerikansk skuespiller og filmskaber. Nicholson betragtes bredt som en af de største skuespillere i det 20. århundrede og er kendt for at portrættere kyniske og neurotiske karakterer. I løbet af sin fem årtier lange karriere modtog han adskillige anerkendelser, herunder tre Oscars, tre BAFTA-priser, seks Golden Globe-prisen og en Grammy Award.
Nicholson vandt en Oscar for bedste mandlige hovedrolle for sin rolle som Randle McMurphy i Gøgereden (1975) og en mand med OCD i Det bli'r ikke bedre (1997), samt en Oscar for bedste mandlige birolle for sin rolle som Garrett Breedlove i Tid til kærtegn (1983). Han modtog yderligere Oscar-nomineringer for Easy Rider (1969), Five Easy Pieces (1970), Den hårde straf (1973), Chinatown (1974), Reds (1981), Familiens ære (1985), Jernurt (1987), Et spørgsmål om ære (1992) og Rundt om Schmidt (2002).
Nicholsons andre bemærkelsesværdige roller var i Kødets lyst (1971), Ondskabens hotel (1980), Til ægteskabet os skiller (1986), Broadcast News (1987), Batman (1989), Hoffa (1992), Mars Attacks! (1996), Anger Management (2003), Når du mindst venter det (2003), The Departed (2006) og Nu eller aldrig (2007). Nicholson har instrueret tre film, Sømmet i bund (1971), Med rebet om halsen (1978) og The Two Jakes (1990). Han trak sig tilbage fra skuespillet efter at have medvirket i Alt Hvad Du Har (2010).
Nicholson er en af tre mandlige skuespillere, der har vundet tre Oscar-priser, og en af kun to skuespillere, der er blevet nomineret til en Oscar for sin rolle i film lavet i hvert årti fra 1960'erne til 2000'erne (sammen med Michael Caine). Hans 12 Oscar-nomineringer gør ham til den mest nominerede mandlige skuespiller i Akademiets historie. Han blev hædret med AFI Life Achievement pris i 1994, Cecil B. DeMille-prisen i 1999 og Kennedy Center Honor i 2001.
Nicholson var gift med skuespilleren Sandra Knight fra 1962 til 1968 og parret fik en datter sammen. I 1971 og 1972 var han i forhold med Michelle Phillips. Nicholsons længste forhold var med skuespillerinden Anjelica Huston, fra 1973 til 1990.

## Udvalgt filmografi
- The Cry Baby Killer (1958)
- Gys i blomsterbutikken (1960)
- Ravnen (1963)
- Easy Rider (1969) – også manuskriptforfatter
- Five Easy Pieces (1970)
- Kødets lyst (1971)
- Den hårde straf (1973)
- Chinatown (1974)
- Gøgereden (One Flew Over The Cuckoo's Nest) (1975)
- Tommy (1975)
- Profession: Reporter (1975)
- Magtens sødme (1976)
- Duel i Missouri (1976)
- Med rebet om halsen (1978)
- Ondskabens hotel (The Shining) (1980)
- Postbudet ringer altid to gange (1981)
- Reds (1981)
- Tid til kærtegn (1983)
- Familiens ære (1985)
- Til ægteskabet os skiller (1986)
- Heksene fra Eastwick (1987)
- Jernurt (1987)
- Broadcast News (1987)
- Batman (1989)
- The Two Jakes (1990)
- Et spørgsmål om ære (1992)
- Hoffa (1992)
- Wolf (1994)
- Mars Attacks! (1996)
- Det bli'r ikke bedre (1997)
- Løftet (2001)
- Anger Management (2003)
- Rundt om Schmidt (2003)
- Når du mindst venter det (2003)
- The Departed (2006)
- The Bucket List (2007)

## Priser og hædersbevisninger
Jack Nicholson har modtaget et utal af priser for sine film, blandt andet:
- 1974: Bedste skuespiller ved Filmfestivalen i Cannes for Den hårde straf
- 1975: Golden Globe for bedste skuespiller i Chinatown
- 1976: Oscar og Golden Globe for bedste hovedrolle i Gøgereden
- 1984: Oscar og Golden Globe for bedste birolle i Tid til kærtegn
- 1986: Golden Globe for bedste skuespiller i Familiens ære
- 1998: Oscar og Golden Globe for bedste hovedrolle i Det bli'r ikke bedre
- 1999: Golden Globe for ekstraordinær indsats i underholdningsverdenen
- 2003: Golden Globe for bedste skuespiller i Rundt om Schmidt